# Ферма Кларксона
Ферма Кларксона (англ. Clarkson's Farm) — британський документальний серіал про Джеремі Кларксона та його спроби тримати ферму на 400 гектарів біля Чіппінг-Нортона в Котсволді. Серіал отримав позитивні відгуки та був високо оцінений за підвищення обізнаності громадськості про британське сільске господарство. Прем’єра першої серії відбулася на Amazon Prime Video 11 червня 2021 року. 
Прем’єра другого сезону відбулася 10 лютого 2023 року і він став найпопулярнішим оригінальним серіалом Prime Video у Великобританії. Третій сезон  вийшов у двох частинах, прем’єра першої частини відбулася 3 травня 2024 року, а другої — 10 травня 2024 року . У листопаді 2023 року серіал продовжено на четвертий сезон.

## Ферма Diddly Squat

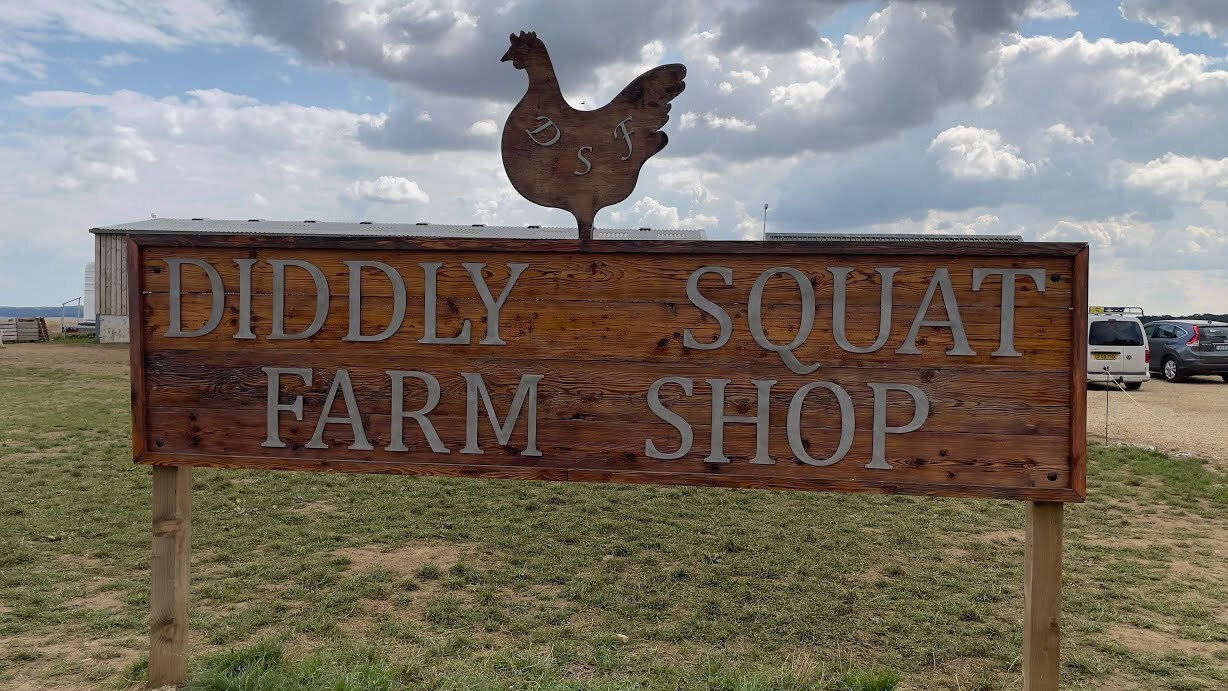
Знак ферми Diddly Squat

Раніше ферма була частиною маєтку Сарсден в Оксфордширі. Джеремі Кларксон придбав близько тисячі акрів (400 га) у 2008 році, включаючи ферму Curdle Hill. Поля були здебільшого орні, вирощували в сівозміні ячмінь, ріпак і пшеницю. Їх вирощував на контрактній основі місцевий селянин Говард Полінг до свого виходу на пенсію в 2019 році. Потім Кларксон вирішив спробувати самостійно обробляти землю. 
Кларксон перейменував ферму в Diddly Squat, щоб вказати на її недостатню продуктивність , оскільки «diddly squat» на сленгу означає «найменше» або «нічого».

## Акторський склад

### Головний акторський склад
- Джеремі Кларксон: автомобільний журналіст, телеведучий і автор, який став відомим як ведучий Top Gear, а пізніше The Grand Tour. [10] Є власником нещодавно перейменованої ферми Diddly Squat Farm.
- Келеб Купер: молодий фермер, який народився в Чіппінг-Нортоні в 1998 році. Купер займається фермерством у Гейтропі, був найнятий Кларксоном допомагати йому.[11] Він уже мав досвід роботи на цій фермі ще до того, як Кларксон став власником.[12] В основному він консультує щодо технічних деталей використання сільськогосподарського обладнання та допомагає з численними загальними справами. Він рідко покидав село Чадлінгтон і його околиці, найвіддаленішим місцем, куди він регулярно їздив, був Бенбері, і ніколи не виїжджав за кордон. У нього з нареченою двоє дітей. [13]
- Ліза Хоган: колишня актриса та партнерка Кларксона, яка допомагає на фермі та керує фермерським магазином.
- Чарлі Айрленд: саркастично названий Кларксоном «Веселий Чарлі». Айрленд є професійним агрономом і земельним агентом, який консультує Кларксона з питань управління фермою. Він розуміє сільськогосподарські аспекти посівів, складні деталі державного регулювання та фінансові наслідки. Рейчел Сігі, яка писала для газети i, описала його як «хронічно розсудливого... прихильника правил, який доносить все більш погані новини з ввічливими манерами парафіяльного вікарія». [14]
- Джеральд Купер: «голова безпеки» ферми та фахівець із будівництва та обслуговування сухих кам’яних стін, які формують 40 миль кордонів на фермі. Його розмови з Кларксоном привітні, але часто незрозумілі через його сильний західний англійський акцент. [13] Він допомагає Кларксону збирати зерно на фермі, чим займається вже понад п'ятдесят років. Джеральд не пов'язаний з Калебом Купером. Під час третього сезону у нього діагностують рак простати, і він бере відпустку з роботи на фермі.[15]
- Кевін Харрісон (серія 1): голова Національної асоціації вівчарства та досвідчений фермер, який консультує Кларксона щодо придбання та подальшого догляду за його отарою овець породи North Country Mule. [16]
- Еллен Хеллівелл (сезон 1): пастушка, яку Кларксон найняв, щоб пасти його отару овець, яку він придбав, щоб випасати його відведені луки. В її обов'язки також входить ягніння та стрижка.
- Алан Таунсенд (сезон 2; гостьові серії  сезонів 1, 3): головний будівельник різних проектів на фермі, включаючи фермерський магазин, сараї для сільськогосподарських тварин і ресторан ферми.
- Ділвін Еванс (сезон 2; гостьові серії сезонів 1, 3): місцевий ветеринар, який допомагає доглядати за стадом овець на фермі, а пізніше — за коровами та свинями. Він виконує різні завдання, включаючи перевірку тварин на захворювання та допомогу при народженні телят.

### Актори другого плану
- Джорджія Крейг: політичний радник від Національної спілки фермерів, яка консультує Кларксона.
- Дженні Раян (сезон 1, 3): ветеринар, яка перевіряє овець Кларксона на предмет можливості розмноження, а пізніше допомагає доглядати за його вагітними свинями Оксфорд Сенді та Блек.
- Томас Хейнс: інспектор із дотримання екологічних норм, який досліджує лісисті території ферми та радить Кларксону не  порушувати екологічні закони.
- Віктор Зайченко: український пасічник, який продає Кларксону медоносних бджіл і допомагає керувати пасікою ферми.
- Саймон Стронг: сусідній зерновий фермер, який орендує зернозбиральний комбайн Кларксону.
- Тім і Кеті Коулз (сезон 2): місцеві корівники, які продають Кларксону телиць і велику рогату худобу, а потім орендують йому бика.
- Педді та Стеф Борн (сезон 2): місцеві фермери, відомі як «містер і місіс Кеклбін», які продають курчат і курники Кларксону.
- Емма Ледбері (сезон 2): місцева молочна фермерка, яка втратила половину свого стада молочної худоби через туберкульоз великої рогатої худоби, і постачає молочні продукти в магазин ферми.
- Піп Лейсі (сезон 2): професійний шеф-кухар, найнятий для управління рестораном на фермі.
- Енді Като (сезон 3): половина електронного музичного дуету Groove Armada та фермер, який вирощує органічні культури, який переконує Кларксона перетворити одне зі своїх полів на регенеративне землеробство.
- Джордж Лемб (сезон 3): радіо- і телеведучий і діловий партнер Енді.
- Енні Грей (сезон 3): Власниця фургона для громадського харчування, який замінює ресторан на фермі.
- Руперт Арнейл (сезон 3): місцевий експерт з дерев, який допомагає Кларксону врятувати повалену вербу.

## Епізоди

### Огляд
| Сезон | Епізоди | Рік виходу |
| ----- | ------- | ---------- |
| 1     | 8       | 2021       |
| 2     | 8       | 2023       |
| 3     | 8       | 2024       |

## Рейтинги
Згідно з Барб, перший епізод другої серії «Ферми Кларксона» побив рекорд переглядів на Amazon у Великій Британії та став найпопулярнішим оригінальним серіалом на Amazon. За сім днів по телевізору його подивилися 4,3 мільйона глядачів, це більше глядачів у Великій Британії ніж «Володар перснів: Кільця влади», який мав 3,2 мільйона глядачів за перший епізод у 2022 році  Перший епізод посів 16 місце на всіх каналах. 3,8 мільйона переглянули другий епізод (посідає 27-е місце того ж тижня), а 3,3 мільйона переглянули третій (посідає 40-е місце). Загалом 7,6 мільйона людей переглянули шоу з його восьми епізодів протягом 28 днів, що зробило його найпопулярнішим шоу на Amazon Prime у Великобританії.
Рейтинги для першої серії були недоступні, оскільки Барб почала вимірювати глядацьку аудиторію для платформ, таких як Amazon, у листопаді 2021 року.

## Зовнішні посилання
- Офіційний сайт
- Ферма Кларксона на сайті IMDb (англ.)